# Esquadrão N.º 206 da RAF
O Esquadrão N.º 206 é um esquadrão da Real Força Aérea que foi criado e extinto diversas vezes durante os últimos 100 anos. Até 2005 foi um esquadrão de patrulha marítima. Participou na Primeira Guerra Mundial, Segunda Guerra Mundial, Guerra do Golfo e na Guerra do Iraque. Actualmente opera dois tipos de aeronaves: C-130 e A400M.

## Período de actividade
- 31 de Dezembro de 1916 - 27 de Agosto de 1917
- 1 de Novembro de 1917 – 31 de Março de 1918
- 1 de Abril de 1918 – 1 de Fevereiro de 1920
- 15 de Junho de 1936 – 25 de Abril de 1946
- 17 de Novembro de 1947 – 31 de Agosto de 1949
- 1 de Dezembro de 1949 – 20 de Fevereiro de 1950
- 27 de Setembro de 1952 – 1 de Abril de 2005
- 1 de Abril de 2009 – Presente